# Успение Богородично (Каменово)
Вижте пояснителната страница за други значения на Успение Богородично.
„Успение Богородично“ е православна църква в село Каменово, Община Кубрат, Разградска област. Основана е през 1865, а понастоящем храмът е действащ само на големи религиозни празници.